# Central nuclear d'Ignalina
La Central Nuclear d'Ignalina (en lituà:Ignalinos atominė elektrinė, en rus: Игналинская АЭС) era una central nuclear de dues unitats RBMK-1500 situada a Visaginas, Lituània.

## Reactors
La Central Nuclear d'Ignalina contenia dos reactors d'energia RBMK-1500 refrigerats per aigua i amb moderador nuclear. El reactor de disseny soviètic RBMK-1500 era originalment el més potent del món, amb una capacitat de corrent elèctric de 1500 MW. Després de l'accident de Txernòbil la seva capacitat va ser reduïda a 1.360 MW. Aquests reactors són d'un tipus similar (RBMK-1000) als de la Central Nuclear de Txernòbil, de manera que la Unió Europea va pressionar per tancar-la.
La unitat Núm. 1 es va acabar el 1983 i va ser tancada el 31 de desembre de 2004. La unitat Núm. 2 es va posar en marxa l'agost de 1987 i va ser tancada el 31 de desembre de 2009. Les unitats 3 i 4 mai van ser acabades.

## Història
Les preparacions per a la construcció van començar el 1974. El treball al terreny va començar quatre anys abans. El reactor 2 va ser acabat el 1986. Originalment, la unitat Núm. 2 va ser programada per al llançament el 1986, però va ser posposat durant un any a causa de l'accident de Txernòbil. També, la construcció de la unitat Núm. 3 va ser suspesa i el 1989 va començar a ser enderrocada. La ciutat de Visaginas va ser construïda per a allotjar la gent que treballa a la planta. La localització va ser triada al costat del llac més gran de Lituània, el Llac Drūkšiai, per a proporcionar l'aigua per a refrigerar els reactors. Una part d'aquest llac ara es comparteix amb Belarús. Alguns activistes ambientals estaven espantats perquè el llac és massa petit per a una planta de grans dimensions i diuen que la temperatura mitjana de l'aigua va augmentar alguns graus. Això va poder tenir conseqüències negatives en l'ecosistema del llac.

## Tancament
Com a condició de l'entrada a la Unió Europea, Lituània va acordar tancar la central. Abans del tancament de la unitat Núm. 1, i reduir la capacitat normal de l'estació, la planta proveïa el 80% de l'electricitat a Lituània. Lituània juntament amb França són els països més dependents de l'energia atòmica. La Unió Europea va acordar pagar els costos i una substancial remuneració de desarmament, amb pagaments continuats fins al 2013.
El tancament de la planta va fer front a l'oposició ferotge dels lituans. La planta proporcionava la major part de l'energia a la gent local. Per a compensar això, es va començar un projecte per a animar el turisme i altres petites empreses. Altres estaven espantats perquè s'elevaria sobtadament el preu de l'electricitat o perquè Lituània tindria costos gegantins i s'arruïnaria.

## Reactor nou
Hi va haver discussions durant els anys 90 i 2000 de construir una planta d'energia atòmica nova al mateix lloc, preveient la probabilitat d'una escassetat pròxima d'energia a la regió. El febrer de 2007, el president lituà Valdas Adamkus va dir als periodistes que visitaven que "hi ha un acord entre Lituània, Letònia, Estònia i Polònia d'assegurar l'autonomia energètica que constitueix més d'un reactor nuclear. "Segons el primer ministre Gediminas Kirkilas, el repartiment seria conclòs a mitjan 2008, amb l'operació començant el 2015. La nova capacitat de planta s'estima en 3.200 MW, en un cost de 5-6 mil milions d'euros. El 28 de juny de 2007, el parlament de Lituània va adoptar una llei sobre la construcció d'una planta d'energia atòmica nova, el començament formal d'un projecte.